# Camille Schmit
Joseph Camille Schmit (Aubange, 30 maart 1908 – Limelette, 11 mei 1976) was een Belgisch componist, muziekpedagoog en organist.

## Levensloop
Schmit studeerde van 1928 tot 1937 aan het Koninklijk Conservatorium van Brussel. Tot zijn leraren behoorden aldaar Raymond Moulaert, Roger Bragard, Paul de Maleingreau, Joseph Jongen, Léon Jongen, Jean Absil, Henry Sarly en Gabriæl Minet. Naast andere prijzen behaalde hij de Mahy Prijs bij een orgelconcours.
Hij was een actief lid van de "Séminaire des Arts", dat werd opgericht door André Souris.
Van 1923 tot 1939 was hij organist in Longwy in het Franse departement Meurthe-et-Moselle. Aansluitend was hij van 1940 tot 1948 organist aan de kathedraal Sint-Maarten in Aarlen. Van 1947 tot 1959 was hij professor voor harmonie en van 1959 tot 1966 professor voor contrapunt en fuga aan het Koninklijk Conservatorium Luik. Eveneens was hij directeur van de Muziek-Academie in Gembloers. Van 1966 tot zijn pensionering in 1973 was hij directeur van de Franse afdeling van het Koninklijk Conservatorium van Brussel.
Zijn oeuvre als componist is qua kwantiteit meestal een offer van zijn strenge zelfkritiek, die ertoe voerde, dat hij regelmatig sommige van zijn werken vernietigde.
Vanaf 1961 was hij gehuwd met de componiste Jacqueline barones Fontyn. Zij hebben samen twee kinderen Pierre Schmit en Ariane (Naira) Schmit.

## Composities

### Werken voor orkest
- 1945 Préludes joyeux, voor kamerorkest
- 1949 Musique, voor piano en orkest
- 1952 Triptyque, voor orkest
- 1954 Diptyque, voor orkest
- 1955 Concert, voor piano en orkest
- 1965 Contrepoints, voor orkest
- 1966 Polyphonies, voor orkest

### Werken voor harmonieorkest
- 1945 Préludes joyeux, voor harmonieorkest (première tijdens het festival van de Gezelschap van eigentijdse muziek te Kopenhagen in 1947)
- 1954 Aubange

### Werken voor koren
- 1942 Trois chœur mixte et orgue
- 1946 L'air d'Arlon, voor gemengd koor

### Vocale muziek
- 1938 Cinq mélodies, voor zangstem en piano - tekst: Pierre Nothomb
- 1946 Psautier, voor zangstem en piano (ook voor: zangstem, hobo (althobo), klarinet, fagot en piano) - tekst: Pierre Louis Flauquet
- 1959 La halte des heures, voor alt (of: bariton) en piano - tekst: Paul Eluard

### Kamermuziek
- 1945 Trio, voor hobo, klarinet en fagot
- 1946 Burlesques, voor dwarsfluit, hobo, klarinet en fagot
- 1952 Prélude, voor klarinet en piano
- 1953 Dialogue, voor viool en piano
- 1964 Kwartet, voor vier klarinetten
- 1965 Contrapunt, voor blazerskwintet

### Werken voor orgel
- 1957 Interlude

### Werken voor piano
- 1937 Deux nocturnes
- 1940 Pour le piano
- 1944 Rigaudon
- 1946 Burlesques
- 1948 Moment musical
- 1966 Polyphonies
- 1970 Histoire pour Pierre